# Berunai ütközetek
A Berunai ütközetek döntő jelentőségűek voltak Narnia kitalált világában a történelmére nézve. Mindkét csata a Berunai-gázló közelében zajlott.

## I. ütközet

### Előzmények
|  | Alább a cselekmény részletei következnek! |

Narnia a Fehér Boszorkány kezén van; örök tél és kegyetlenség jellemzi az országot. A jóslatok által megjövendölt felszabadítok egyszer csak megérkeznek az országba: Ádám két fia és Éva két leánya (Peter, Susan, Edmund, Lucy). A négy hős tudomást szerez arról, hogy az ország egykoron Aslané volt akkor, s akkor minden jó volt: boldogok voltak Narnia lakói, mindig kellemes idő volt. Edmundot a Fehér Boszorkány elrabolja, mivel a jóslat szerint ha megérkezik a négy gyermek, átveszi a hatalmat és a télnek el kell múlnia. A testvérek tudomást szereznek Edmund eltűnéséről és Aslan keresésére indulnak, akit aztán sikerült meglelniük a Kőasztalnál, ahol már toborozza a katonáit. Mindezekről a boszorkány is tudomást szerez. Edmundot megszöktetik és csatlakozik Aslanék táborához. A királynő meglátogatja a tábort, ahol hosszas vita után (Edmund árulása miatt, így a vére a Fehér Boszorkányt illeti) megegyeznek, hogy Aslannak még aznap éjszaka meg kell halnia a Kőasztalon. Aslant aznap éjszaka meg is ölik, így a Fehér Boszorkány számára már egyenes út vezet a jóslat beteljesedésének megakadályozásához. Narnia így két részre szakad és végül az I. ütközet dönt.

### Harc
A csatára Narniai-idő szerint 1000-ben került sor. Az egyik oldalon a négy fivér, a másikon pedig a Fehér Boszorkány, Jadis állt. Utóbbi seregének a létszáma Aslan seregének többszöröse volt. A Fehér Boszorkány csapata gyalogságból és íjászokból állt, fajokat tekintve leginkább törpékből, minotauruszokból (bikafejűekből) és óriásokból. Peter seregének is hasonló volt felállása; itt azonban már mindenféle lény harcolt: kentaurok, vadállatok, griffek.
Az indulást a Fehér Boszorkány tette meg; válaszul jó néhány griff madár sziklákat dobott rájuk, ám a madaruk közül több útközben elhullt, mert az íjászok észrevették őket. Ezt követően hirtelen megjelent egy főnix, és végig repült a csatatéren (közvetlenül a föld fölött), ezáltal is egy kis időt adva Peteréknek. Amint a tűz elcsitult, a közelharci ütközet kezdetét vette.
Edmundnak sikerült eltörnie Jadis varázspálcáját, amivel a rátámadókat tudta megfagyasztani. Ezt követően már a boszorkánynak is közelharcban kellett bizonyítania, ám ő egy két jegesmedve által húzott szekérben volt. A többszörös létszám miatt Peter csapata vesztésre állt. Fontos megemlíteni, hogy a lányok ekkor a Kőasztalnál voltak. A csatára reggel került sor, így amint ők felébredtek, elkezdtek volna a csatába indulni, ám Aslan hirtelen feltámadt. Hátára vette a lányokat, és Jadis kastélyába sietett, hogy katonákat toborozzon magának. Mindeközben Peter és Edmund szembekerültek Jadissel. Edmundot a boszorkány, törött pálcájával gyomron szúrta, így a fiatalabb testvér harcképtelenné vált. Ez után Peter és Jadis harca rendkívül hosszadalmasnak bizonyult. Amikor már közeledni látszott a vég, Aslan megjelent a színtéren a hozott katonákkal és a lányokkal együtt. Villámgyorsasággal leharapta Jadis fejét, így a csata befejeződött.
Lucy megtalálva Edmundot, aki ekkor már haldokolt, a tűzrózsa szirmának nedvét itatta meg a fiúval, aki ennek köszönhetően jobban lett, majd felépült.

### Következmények
A testvérek győzedelmeskedtek: Jadis halott, a télnek vége. Aslan királlyá koronázta őket Cair Paravel kastélyában, így ők lettek Narnia új uralkodói. Narnia idő szerint 14 évig uralkodtak, amikor is visszajutottak Angliába.

## II. ütközet

### Előzmények

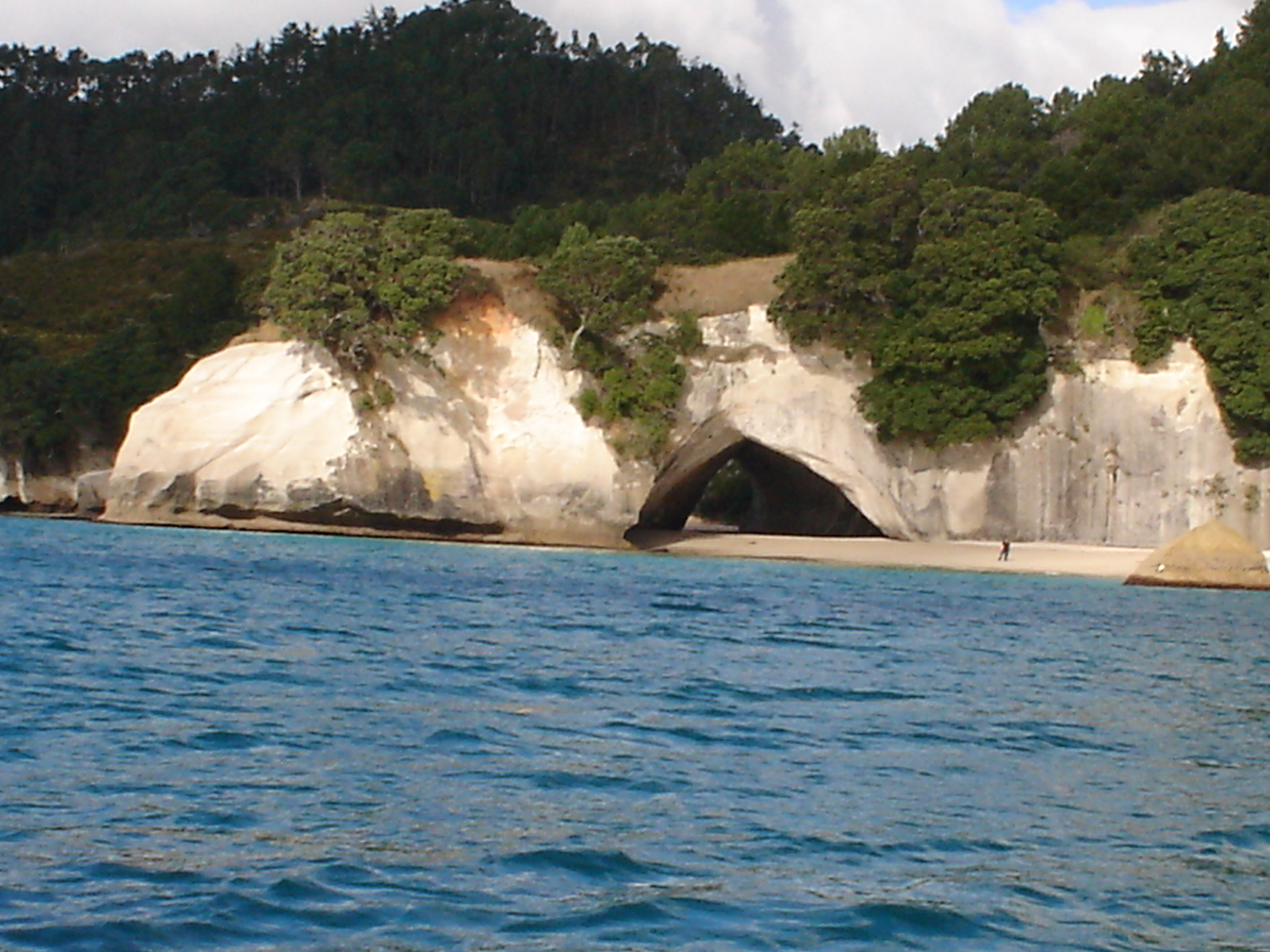
Cair Paravel romjai (jobbra fent, a képen kívül) és a barlang bejárata, ahol a négy király visszatért Narniába

Narniai-idő szerint 1998-ban a telmarinok egy átjárón keresztül megérkeztek Narniába, amit rövid időn belül el is foglaltak. A telmarinok (vezetőjük Caspian) egyik célkitűzése volt, hogy kiirtsák az összes narniai élőlényt, a legendákat, a történeteket - egyszóval mindent, ami Narniához köthető. Az idő múlásával 2290-ben megszületik X. Caspian, akit nevelőapja Miraz nem néz jó szemmel, mivel neki a trónra fáj a foga. Miraznak 2303-ban egy fia születik, így parancsot ad tábornokának, hogy ölje meg Caspiant. Caspian a hír hallatára elmenekül, ám pár lovas követi őt. Ekkor találkozik össze három narniaival. Elkezdi összetoborozni a narniaiakat a Miraz elleni küzdelemre, akik először hitetlenkednek Caspian telmarin volta miatt, de végül belemennek. Caspian, 'mikor először találkozott a három narniaival (a borzzal, a törpével és Cincin vitézzel), első látásra megijedt és megfújta Susan kürtjét. A négy gyermek eközben épp Londonban várta a metrot, amikor egyik pillanatról a másikba ismét Narniában találták magukat. Nem sokkal ezután felfedezték Cair Paravel romjait, ugyanis 1998-ban a telmarinok ellen vívott küzdelemben a vár elesett. Ekkor találkoznak még az egyik törpével is, akit később KAB-nak (Kicsi Apró Barát) neveznek el és végül az ő segítségével találnak rá Caspianra. Caspian támadást szervez a telmarin vár ellen egy éjszaka.

### A vár elleni ütközet
Egy éjszaka a nariaiaknak sikerült bejutniuk Miráz várába, aholis az volt a terv, hogy megölik Mirazt és átveszik a hatalmat. A csata azonban elbukott, és a narniaiak túlnyomó többsége a csatában meghalt, ugyanis Peter kitartott a végsőkig és túl későn fújt visszavonulót. Az ütközet akkor vált veszélyessé, amikor Miraz számszeríjasai megjelentek a kastély falain belül és rátámadtak a lényekre, akik közül mind csak közelharcra volt képes.

### Előzmények (folytatás)
A vár ellen aratott sikertelen ütközetet követően a megmaradtak visszatértek a rejtekhelyre. Ekkor Miraz már királlyá koronáztatta magát és iszonyatosan nagy sereget indított útjára a narniaiak és Caspian ellen. Az egyik Berunai-gázló mellett található tisztáson volt egy hatalmas szikla, aminek mélyében tartózkodott a négy gyermek és Caspian; erről azonban a telmarinok tudomást szereztek. A csata elején a két lány elindult a rengetegbe, hogy megkeresse Aslant.

### Harc
2303-ban egyszer csak megjelent Miraz hatalmas serege a Berunai-tisztáson és a csata elkezdődött. A telmarinoknak tovább előnyt jelentett, hogy jó pár hatalmas katapulttal rendelkeztek. A létszám különbség irtózatosan nagy volt. Mindeközben a két lány már Aslant keresi.
Hogy időt nyerjenek, a Pevencie-fivérek párbajra hívják ki Mirazt, aki először kineveti Edmundot, majd végül elfogadja. A csata életre-halálra megy. Maga az összecsapás több fordulót követően döntetlenül zárul, ám az egyik telmarin megöli Mirazt és árulásnak álcazva ismét megindulnak a narniaiak ellen. Ekkor a testvérek és a lények már a végső erejüket vetik be.
Mindeközben Lucynek sikerül megtalálnia Aslant, aki nagy gyorsasággal ér a csatatérre. Életre hívja a hatalmas fákat, akik segítenek győzedelmeskedni Aslanéknak. A telmarin sereg menekülőre fogja. A Berunai-gázlónál épített hídon a telmarin sereg csapdába kerül: a híd egyik oldalán a narniaiak, a másikon pedig Aslan és Lucy áll. Aslan segítségre hívja a vizet (a víz uralkodóját), aki aztán elmossa a sereg nagy részét és a hidat is. Az immáron fölénybe került narniai sereg a telmarin kastély felé veszi az irányt.

### Következmények
A telmarin kastélyban királlyá koronázzák Caspiant, akinek köszönhetően a narniaiak és a telmarinok békében élnek egymás mellett. A négy Pevensie testvér egy mágikus kapunak köszönhetően hazatérnek Angliába, de mielőtt átmennének a kapun, Susan és Caspian egy érzéki csókot váltanak, és Aslan Peter és Susan tudomására adja, hogy ők már nem térhetnek vissza Narniába.
|  | Itt a vége a cselekmény részletezésének! |